# Republički sekretarijat za unutrašnje poslove SR Hrvatske
Republički sekretarijat za unutrašnje poslove (RSUP) bio je središnje tijelo državne uprave iz resora unutarnjih poslova SR Hrvatske, kao jedne od republika u sastavu socijalističke Jugoslavije. Kao takvo, ovo središnje tijelo državne uprave na republičkoj razini, djelovalo je u kontinuitetu, u razdoblju od 1945. do 1990., odnosno 1991., uz česte promjene u nazivlju i unutarnjoj organizacijskoj strukturi. 
U nadležnosti Sekretarijata unutrašnjih poslova SR Hrvatske bila je domena iz državne sigurnosti, zatim javna sigurnost te pitanje zaštite osobnih i imovinskih prava građana, pitanje državljanstva i građanskih stanja, potom boravka i kretanja stranaca na području iz teritorijalne nadležnosti, sigurnosti prometa i sl. 
Na čelu RSUP-a SRH nalazio se sekretar (ministar) koji je imao dva podsekretara, jednog zaduženog za državnu sigurnost, koji se nalazio na čelu republičke Službe državne sigurnosti (SDS), te jednog zaduženog za javnu sigurnost.[nedostaje izvor]

## Sekretari
- Vicko Krstulović (KPH), 1945. – 1946.
- Ivan Krajačić zvani Stevo (KPH/SKH), 1946. – 1953.
- Milan Mišković (SKH), 1953. – 1963.
- Uroš Slijepčević (SKH), 1963. – 1966.
- Mato Krpan (SKH), 1966.-1971.
- Valent (/Valentin) Huzjak (SKH), 1971. – 1978.
- Zlatko Uzelac (SKH), 1978. – 1982.
- Pavle Gaži (SKH), 1982. – 1983.
- Vilim Mulc (SKH), 1984. – 1990.
- Josip Boljkovac (HDZ), 1990. – 1991. (demokratske promjene, MUP RH)*

## Savezni sekretari Saveznog sekretarijata unutrašnjih poslova Jugoslavije
- Vlada Zečević (KPJ srb.), 7.ožujka 1945. – 2 veljače 1946.
- Aleksandar Ranković (KPJ/SKJ srb.), 2. veljače 1946. – 14. siječnja 1953.
- Svetislav Stefanović zvani Ćeća (KPJ/SKJ srb.), 14.siječnja 1953. – 18.travnja 1963.
- Vojin Lukić (SKJ srb.), 18. travnja 1963. – 12.ožujka 1965.
- Milan Mišković (SKJ hrv.), 12. ožujka 1965. – 18. svibnja 1967.
- Radovan Stijačić (SKJ bih.), 18. svibnja 1967. – 30. srpnja 1971.
- Džemal Bijedić (SKJ bih.), 30. srpnja 1971. – 3. prosinca 1971.
- Luka Banović (SKJ crnog.), 3. prosinca 1971. – 17. svibnja 1974.
- Franjo Herljević (SKJ bih.), 17. svibnja 1974. – 16. svibnja 1982.
- Stane Dolanc (SKJ slo.) , 16. svibnja 1982. – 15. svibnja 1984.
- Dobroslav Ćulafić (SKJ crnog.), 15. svibnja 1984. – 16. svibnja 1989.
- Petar Gračanin (SKJ srb.), 16. svibnja 1989. – 14. srpnja 1992.